# Design and Artists Copyright Society
La Design and Artists Copyright Society (in italiano "Società per il Copyright di Design ed Artisti"), è un'associazione senza scopo di lucro per la gestione dei diritti per gli artisti visivi. L'organizzazione è stata fondata nel 1984 da alcuni personaggi del mondo dell'arte, come Eduardo Paolozzi, Susan Hiller ed Elaine Kowalsky.
DACS paga royalties agli artisti visivi attraverso tre servizi di gestione dei diritti:
- Payback; la DACS gestisce un sistema di licenze collettive per le situazioni dove è impraticabile o impossibile per artisti visivi concedere in licenza i loro diritti su base individuale.
- Artist's Resale Right; la DACS amministra questo diritto per conto degli artisti nel Regno Unito. Questo diritto dà agli artisti visivi una quota del successo commerciale del loro lavoro, avendo diritto ad una percentuale del prezzo di vendita ogni volta che il loro lavoro è rivenduto attraverso una casa d'aste o una galleria commerciale.
- Copyright Licensing - Per gli artisti la gestione del rilascio delle licenze dei loro diritti d'autore può essere una cosa complessa e può richiede tempo. DACS agisce come agente per conto degli artisti e dei loro beneficiari attraverso la negoziazione dei diritti di licenza con i clienti, nonché attraverso modalità di riproduzione e di accordi contrattuali.